# Fritz Rasp
Fritz Rasp, född 13 maj 1891 i Bayreuth, Kejsardömet Tyskland, död 30 november 1976 i Gräfelfing, Bayern, Västtyskland, var en tysk skådespelare. Den reslige Rasp sågs ofta i skurkroller och medverkade i över 100 filmer från 1910-talet fram till 1976. Han var även teaterskådespelare och gjorde radioteater. 
Rasp utbildade sig till skådespelare vid Otto Königs teaterskola i München under åren 1908-1909. Han debuterade kort därefter på scen och var engagerad vid olika teaterscener fram till första världskriget då han var inkallad 1916-1918.
Rasp var mycket produktiv inom tysk film på 1920-talet och under tidigt 1930-tal. Den filmroll som han numera är främst känd för är från denna era, den som karaktären Joh Fredersens underhuggare Der Schmale (den smale) i Fritz Langs Metropolis. De flesta av hans scener i filmen ansågs länge förlorade, men när en nästan komplett kopia av filmen återfanns i Argentina 2008 kunde de till stor del återskapas. Lang gav honom vidare viktiga biroller i filmerna Spionen och Månraketen. På 1940-talet arbetade han nästan helt med teater och gjorde bara enstaka filmroller. Efter engagemang vid Volksbühne och Hebbel-teatern i Berlin återkom han mot slutet av 1950-talet till filmen och det nya mediet TV. 1959-1961 medverkade han i flera tyska filmatiseringar av Edgar Wallace-romaner. 1963 tilldelades han priset Filmband in Gold för sitt långa arbete inom tysk film.

## Filmografi (urval)
- 1923 – Schatten - Eine nächtliche Halluzination
- 1924 – Livets karusell
- 1926 – Qualen der Nacht
- 1927 – Revolutionens vrakspillror
- 1927 – Metropolis
- 1928 – Spionen
- 1929 – Månraketen
- 1929 – Brytningstid
- 1929 – En farlig gäst
- 1929 – En förlorads dagbok
- 1931 – Bröderna Karamazov
- 1931 – Grabbar med ruter i
- 1931 – Tolvskillingsoperan
- 1932 – Hela sta'ns lilla fästmö
- 1939 – Det var en berusande balnatt
- 1953 – Hokuspokus
- 1960 – Das schwarze Schaf
- 1960 – Der rote Kreis
- 1960 – Die Bande des Schreckens
- 1961 – Die seltsame Gräfin
- 1962 – Das schwarz-weiß-rote Himmelbett
- 1971 – Der Kommissar (TV-serie) (gästroll)
- 1971 – Tatort - Frankfurter Gold (TV-film)
- 1975 – Lina Braake